# Dasyscyphella nivea
Dasyscyphella nivea är en svampart som först beskrevs av Romanus Adolf Hedwig, och fick sitt nu gällande namn av Raitv. 1970. Dasyscyphella nivea ingår i släktet Dasyscyphella och familjen Hyaloscyphaceae.  Arten är reproducerande i Sverige. Inga underarter finns listade i Catalogue of Life.

## Bildgalleri

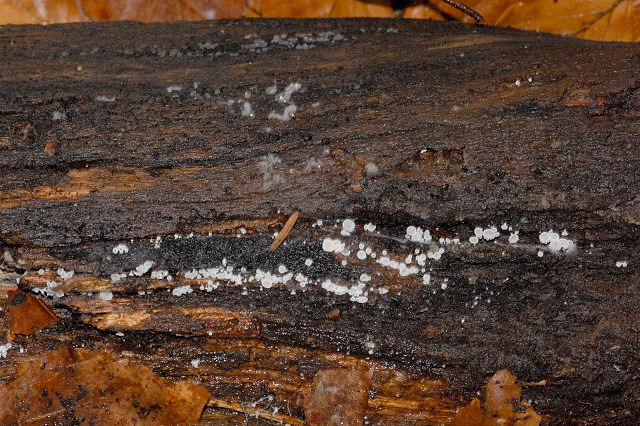
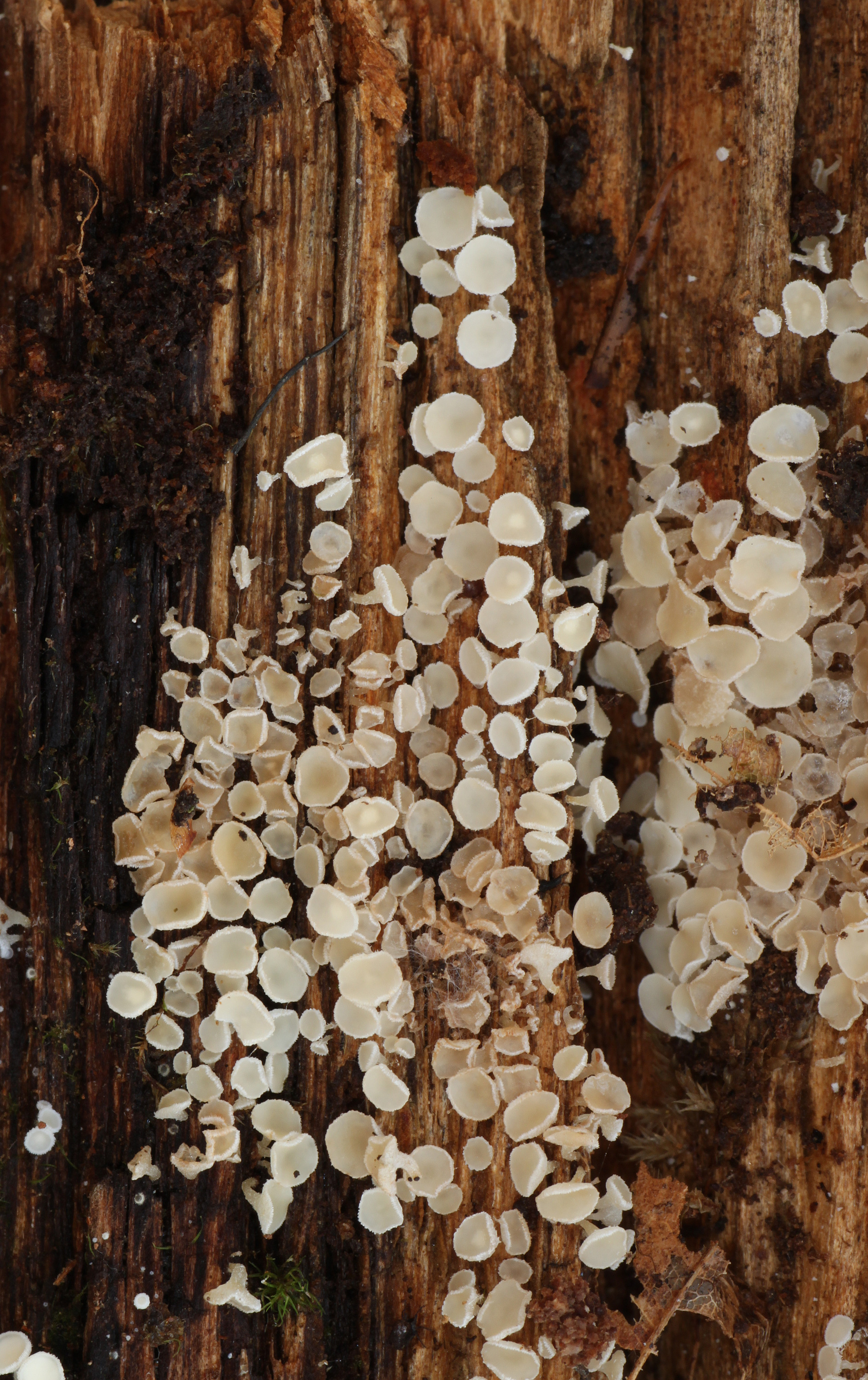
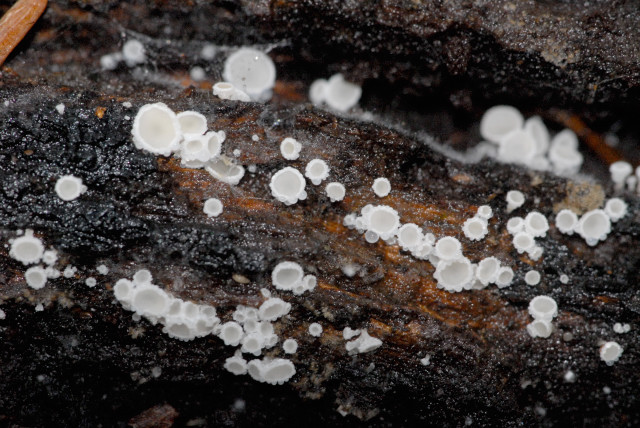